# Dorfkirche Kaulitz

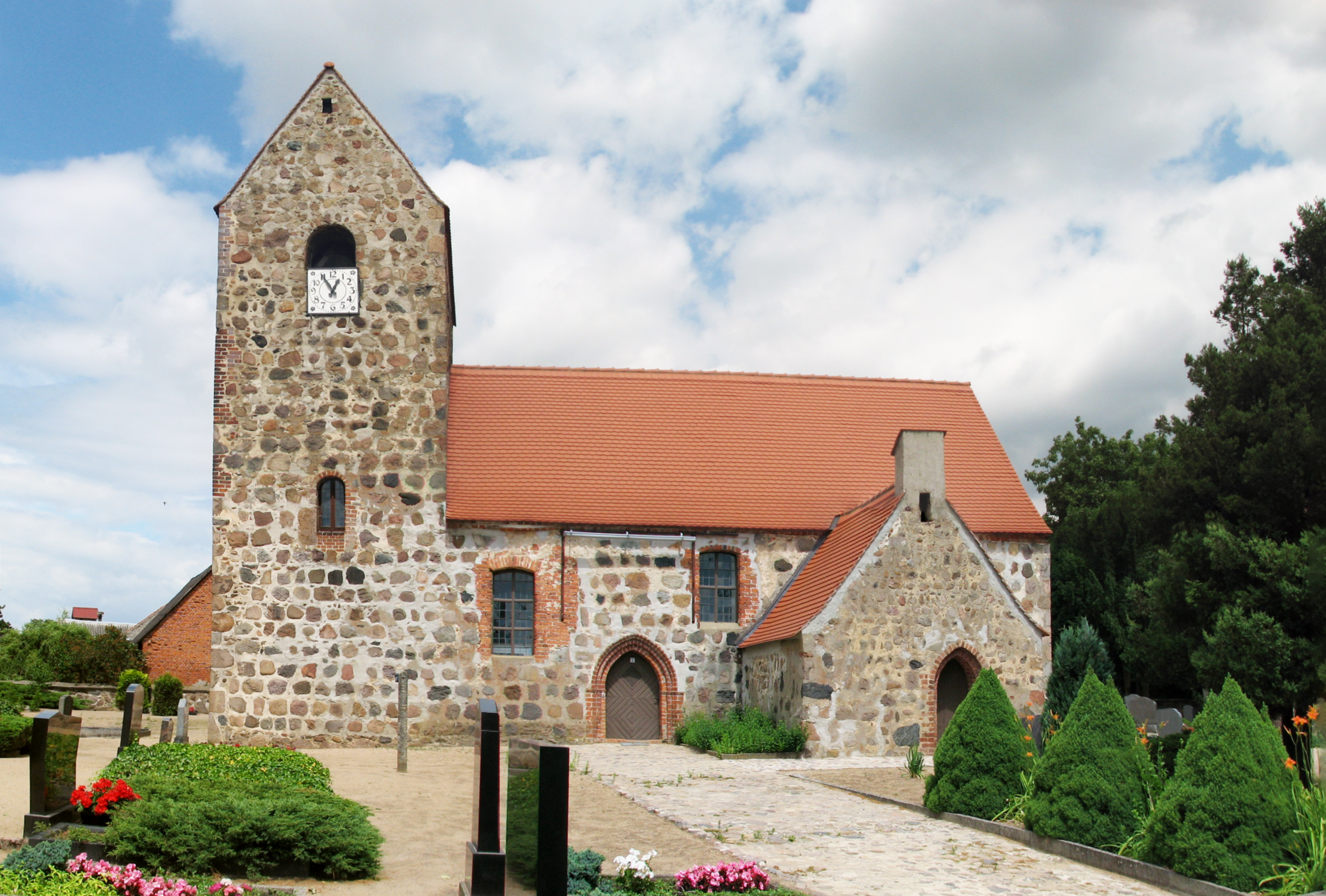
Kaulitz – Dorfkirche

Die evangelische Dorfkirche Kaulitz ist eine romanische Saalkirche im Ortsteil Kaulitz von Arendsee (Altmark) im Altmarkkreis Salzwedel in Sachsen-Anhalt. Sie gehört zum Pfarrbereich Fleetmark-Jeetze im Kirchenkreis Salzwedel der Evangelischen Kirche in Mitteldeutschland.

## Geschichte und Architektur
Die Kirche ist eine langgestreckte Saalkirche aus Feldsteinmauerwerk mit Westquerturm aus dem dritten Viertel des 13. Jahrhunderts. Die Schallöffnungen und der erhöhte Zugang an der Turmsüdseite sind rundbogig; der letztere besteht aus Backstein. Am Schiff ist ein bemerkenswertes spitzbogiges Südportal mit Gewände eingelassen, der eingestellte Rundstab mit Kapitellchen stammt vermutlich aus der Bauzeit, ähnlich wie in Kloster Arendsee, zu dessen Gründungsausstattung Kaulitz gehörte. Die ähnlich gestaltete Priesterpforte ist heute hinter einem spätgotischen Vorbau verborgen.
Die Turmhalle ist mit einer flachen Feldsteintonne geschlossen. Im flachgedeckten Schiff ist eine asymmetrische dreiarmige Empore aus dem 18. Jahrhundert eingebaut; an der südlichen und westlichen Brüstung ist ein neutestamentlicher Gemäldezyklus zu sehen, vergleichbar mit demjenigen der Dorfkirche Sanne. Dargestellt sind der Judaskuss, die Himmelfahrt und das Abendmahl. Die Brüstungsfelder des nördlichen Flügels sind leer, der Zyklus blieb aus unbekanntem Grund unvollendet. Eine Winterkirche wurde um die Mitte des 20. Jahrhunderts unter dem Mittelteil der Empore eingebaut.

## Ausstattung
Der hölzerne Kanzelaltar entstand im Jahr 1805 unter Verwendung eines älteren Kanzelkorbs, die Gemälde mit Darstellungen von Christus und den Evangelisten wurden später eingefügt. Der Kanzelkorb wurde dabei mit zusätzlichen geschnitzten Verzierungen versehen.
In der Kirchhofmauer aus Feldstein ist ein großes Rundbogentor eingebaut, im Westen eine stichbogige Nebenpforte vom Anfang des 16. Jahrhunderts.
Die Kirche hat eine kleine Bronzeglocke aus dem 13. Jahrhundert und eine große Glocke von 1707, die im Zweiten Weltkrieg bereits zum Einschmelzen nach Hamburg abtransportiert worden war, die aber im Jahr 1950 zurückgebracht wurde, weil sie durch einen Bombenangriff auf den Hamburger Hafen im Jahr 1942 in Vergessenheit geriet.